# Giọng hát Việt nhí (mùa 2)
Mùa thứ hai của cuộc thi truyền hình thực tế Giọng hát Việt nhí được phát sóng từ ngày 21 tháng 6 đến ngày 4 tháng 10 năm 2014 trên kênh VTV3. Các huấn luyện viên của mùa này gồm Lam Trường, Cẩm Ly và Hồ Hoài Anh cùng Lưu Hương Giang.

## Giai đoạn tiền sản xuất
Từ ngày 19 tháng 2 năm 2014, Ban tổ chức đã chính thức thông báo thể lệ tuyển chọn thí sinh. Độ tuổi tham dự chương trình là từ 9 đến 15 tuổi. Đầu tiên, thí sinh cần vượt qua vòng sơ tuyển trực tuyến (Online Audition) bằng cách điền đơn đăng ký trực tuyến và gửi kèm file demo giọng hát không qua xử lý; hoặc gửi đơn giấy kèm đĩa thu âm về địa chỉ công ty sản xuất. Nếu hát tốt thí sinh sẽ được vào thẳng vòng sơ tuyển trực tiếp 2. Tại các vòng sơ tuyển trực tiếp, thí sinh phải hát trực tiếp trước ban giám khảo và ban tổ chức. Nếu không qua hoặc không tham dự online audition, thí sinh có thể tham gia vòng sơ tuyển trực tiếp 1 tại ba thành phố lớn Hà Nội, Đà Nẵng và Thành phố Hồ Chí Minh. Ở vòng 1, thí sinh phải hát chay không có nhạc. Nếu vượt qua, thí sinh tham dự vòng sơ tuyển trực tiếp 2 là hát với nhạc beat hoặc nhạc cụ. Vòng sơ tuyển trực tiếp diễn ra tại Hà Nội từ ngày 18 đến 20 tháng 4 năm 2014; và tại Thành phố Hồ Chí Minh vào các ngày 24, 25 và 27 tháng 4.
Vào buổi họp báo của chương trình vào ngày 3 tháng 4 năm 2014, có ba huấn luyện viên của mùa thứ hai được công bố gồm: Cẩm Ly, nữ ca sĩ thuộc dòng nhạc nhẹ, nhạc trữ tình, nhạc âm hưởng dân ca, cùng hai vợ chồng Hồ Hoài Anh và Lưu Hương Giang đã xuất hiện từ mùa trước. Vị huấn luyện viên thứ tư chưa được tiết lộ bởi ban tổ chức đang "cân nhắc rất kỹ" để lựa chọn một huấn luyện viên nam thay thế Thanh Bùi, và giải thích rằng việc chọn nhân vật phù hợp không phải là điều dễ dàng. Tại buổi họp báo này, ban tổ chức phủ nhận thông tin liên quan đến việc mời Lam Trường làm huấn luyện viên; tuy nhiên nam ca sĩ cho biết anh đã nhận được lời mời của Ban tổ chức và đang trong quá trình thương thảo; rằng nếu sắp xếp được thời gian anh sẽ nhận lời. Đến ngày 20 tháng 5, Lam Trường được ban tổ chức chính thức xác nhận là huấn luyện viên cuối cùng của mùa thứ hai. Anh chia sẻ rằng bản thân anh rất vui khi được đảm nhận vai trò mới và nói: "Tôi hy vọng khán giả sẽ đón nhận và ủng hộ cho tôi ở vị trí này. Tôi sẽ cố gắng để tìm về cho đội mình những cá tính âm nhạc ấn tượng nhất." Cẩm Ly bày tỏ sự hồi hộp khi lần đầu tiên tham gia một chương trình truyền hình thực tế bởi không chịu được áp lực từ khán giả và nhiều phía. Tuy nhiên, cô cho rằng, đây là cuộc thi dành cho trẻ em nên sẽ ít "gạch đá" và bản thân nhận được sự thuyết phục, ủng hộ của chồng cùng ban tổ chức. Hơn nữa, cô rất thích sự hồn nhiên của các bé dự thi trong mùa trước và hiện đang có hai con đồng trang lứa với các thí sinh dự thi nên sẽ dễ gần gũi hơn. Mặc dù tài ăn nói có phần kém cạnh với Hồ Hoài Anh và Lưu Hương Giang nhưng cô khẳng định mình sẽ "cố gắng hết sức để hoàn thành nhiệm vụ nâng đỡ các tài năng nhí" bởi là ca sĩ chuyên hát dân ca nhưng khởi nghiệp với nhạc trẻ, cô có nền tảng để đào tạo theo nhiều dòng nhạc khác nhau. Vợ chồng Hồ Hoài Anh và Lưu Hương Giang cho biết, sau mùa giải thứ nhất họ nhận được nhiều cuộc điện thoại của các phụ huynh gọi đến nhờ anh dạy kèm riêng về âm nhạc, nhưng do công việc bận rộn nên anh đã từ chối.
Đồng thời, Jennifer Phạm cũng thay thế vai trò người dẫn chương trình của Trấn Thành ở mùa thi trước. Nhạc sĩ Lưu Thiên Hương thay thế nhạc sĩ Phương Uyên trong vai trò giám đốc âm nhạc của mùa thứ hai. Cô chia sẻ công việc của mình là đào tạo và rèn luyện cho các em về mặt chuyên môn cũng như kỹ năng biểu diễn, tìm ra những định hướng âm nhạc tốt nhất và phù hợp nhất với từng thí sinh, bởi các em có sẵn tố chất giọng hát nhưng hầu hết chưa được học hành bài bản về kỹ thuật và cách xử lý bài hát. Cô cũng khẳng định sẽ không bao giờ để xảy ra tình trạng thiên vị với đội của em gái mình là Lưu Hương Giang.
Nhiều tin đồn, scandal trước đây cũng được ban tổ chức đề cập tới và giải đáp. Do ở mùa thứ nhất có nhiều tranh cãi về chế độ ăn uống, nghỉ ngơi, đi lại của các thí sinh, ở mùa giải này diễn viên múa Linh Nga tham gia với vai trò nhà bảo trợ dinh dưỡng cho cuộc thi. Ban tổ chức cũng cam kết sẽ tăng cường việc chăm sóc thí sinh từ dinh dưỡng, hỗ trợ các bữa ăn trưa đàng hoàng và hiện đại cho các bé, thêm vào đó là những bữa buffet nhẹ trong mỗi đêm liveshow. Bên cạnh đó, chương trình sẽ thuê bác sĩ tâm lý để tư vấn và giải tỏa các ưu tư của thí sinh. Với tư cách giám sát sản xuất, Hồ Hoài Anh cam kết đảm bảo các thí sinh không bị quá tải, kiệt sức vì hoạt động ngoài lề. Ngoài ra, việc chương trình kéo dài đến 4/10 khiến nhiều người lo lắng vì ảnh hưởng quá nhiều đến việc học hành của các bé. Tuy nhiên, ban tổ chức giải thích rằng vì lịch mua sóng đã lên từ trước và phải điều tiết với nhiều chương trình truyền hình thực tế khác. Tại buổi họp báo, Hồ Hoài Anh đưa ra giải pháp: "Chúng tôi sẽ cho các thí sinh bay đi bay về để không ảnh hưởng nhiều đến chuyện học hành. Tất nhiên sẽ mất thời gian và sức khỏe nhưng chúng tôi sẽ giảm thiểu sự ảnh hưởng đến các con." Ban tổ chức cũng khẳng định sẽ sắp xếp hợp lý, hỗ trợ tiền vé máy bay đi về cho các bé và phụ huynh để phù hợp với lịch học trong thời gian đầu năm học mới - từ cuối tháng 8 trở đi. Cùng với đó, rút kinh nghiệm từ mùa thứ nhất, mùa này ban tổ chức sẽ họp riêng với phụ huynh của các thí sinh để tránh tình trạng bố mẹ can thiệp quá nhiều vào chuyện thi cử. Về vấn đề khan hiếm ca khúc cho các em, nhạc sĩ Hồ Hoài Anh cho rằng, "Nếu đi tìm thì có rất nhiều bài phù hợp. Quan trọng là ca khúc phải đáp ứng được yêu cầu phô diễn kỹ thuật, kỹ năng của các bé". Hồ Hoài Anh cho biết mùa giải này anh sẵn sàng về tận quê thí sinh để tập riêng nếu các em không có nhiều thời gian lên Thành phố Hồ Chí Minh, "Dù thí sinh mình ở đâu, Huấn luyện viên sẽ bay tới đó để tập cho các em," anh đại diện cho các huấn luyện viên khẳng định.
Ngày 4 tháng 10 năm 2014, trong đêm chung kết, thí sinh Nguyễn Thiện Nhân đến từ Bình Định của đội Huấn luyện viên Cẩm Ly đã vượt qua hai thí sinh còn lại là Nguyễn Hoàng Anh (đội Hồ Hoài Anh và Lưu Hương Giang) và Trần Kayon Thiên Nhâm (đội Lam Trường) để giành ngôi vị Quán quân Giọng hát Việt nhí (mùa thứ hai) với số phần trăm bình chọn áp đảo là 49,47%, nối tiếp Nguyễn Quang Anh là quán quân thứ hai của chương trình.

## Vòng Blind Audition (Giấu mặt)
Trong vòng giấu mặt, các huấn luyện viên sẽ tiến hành "tuyển quân" để tìm cho mình một đội 15 người. Các huấn luyện viên sẽ ngồi quay lưng lại với thí sinh và không được biết bất cứ thông tin gì của thí sinh trừ giọng hát. Khi họ thấy muốn "tuyển" thí sinh đó vào đội thì phải nhấn nút "TÔI CHỌN BẠN" trong khi phần thi của thí sinh chưa kết thúc. Nếu chỉ một huấn luyện viên quay lại, thí sinh sẽ về đội người đó. Nếu có nhiều huấn luyện viên quay lại, thí sinh được phép chọn lựa huấn luyện viên mình thích và huấn luyện viên cũng được phép dùng mọi cách để "chiêu mộ" thí sinh về đội của mình. Huấn luyện viên đã đầy chỗ sẽ dừng tuyển trong khi các huấn luyện viên khác tiếp tục. Vòng giấu mặt kết thúc ngay khi tất cả các huấn luyện viên dừng tuyển vì đủ chỗ.
Vòng giấu mặt được phát sóng từ 5 tháng 7 năm 2014 đến 2 tháng 8 năm 2014.
Chú thích

### Tập 1 (05/07/2014)
| Thứ tự | Thí sinh (Tuổi, Quê quán)                       | Bài hát dự thi (Sáng tác)                              | Lựa chọn của huấn luyện viên và thí sinh | Lựa chọn của huấn luyện viên và thí sinh | Lựa chọn của huấn luyện viên và thí sinh |
| Thứ tự | Thí sinh (Tuổi, Quê quán)                       | Bài hát dự thi (Sáng tác)                              | Lam Trường                               | Hồ Hoài Anh & Lưu Hương Giang            | Cẩm Ly                                   |
| ------ | ----------------------------------------------- | ------------------------------------------------------ | ---------------------------------------- | ---------------------------------------- | ---------------------------------------- |
| 1      | Nguyễn Phương Uyển Nhi (15, Đà Nẵng)            | Sir Duke (Stevie Wonder)                               |                                          |                                          | —                                        |
| 2      | Trần Linh Nhi (11, Hải Phòng)                   | Vì đâu (An Hiếu)                                       |                                          | —                                        |                                          |
| 3      | Ngô Thị Thu Hiền (13, Thành phố Hồ Chí Minh)    | Em tôi (Thuận Yến)                                     |                                          |                                          | —                                        |
| 4      | Lê Nguyễn Việt Linh (12, Thành phố Hồ Chí Minh) | Just give me a reason (Pink, Jeff Bhasker, Nate Ruess) | —                                        | —                                        | —                                        |
| 5      | Phan Võ Diễm Trang (11, Phú Yên)                | The climb (Jessi Alexander, Jon Mabe)                  |                                          | —                                        | —                                        |
| 6      | Huỳnh Thị Ngọc Anh (12, Thành phố Hồ Chí Minh)  | Ơn nghĩa sinh thành (Dương Thiệu Tước)                 |                                          |                                          |                                          |
| 7      | Đoàn Thế Lân (14, Thành phố Hồ Chí Minh)        | Hà Nội trà đá vỉa hè (Đinh Mạnh Ninh)                  |                                          | —                                        | —                                        |
| 8      | Đỗ Thị Quỳnh Trân (13, Đắk Lắk)                 | To love somebody (Barry Gibb, Robin Gibb)              |                                          | —                                        |                                          |
| 9      | Vũ Thị Diễm Quỳnh (11, Thành phố Hồ Chí Minh)   | Yêu đời (Nguyễn Dân)                                   |                                          | —                                        |                                          |
| 10     | Cao Hà Đức Anh (12, Thanh Hóa)                  | Dậy mà đi (Nguyễn Xuân Tân)                            |                                          |                                          |                                          |

### Tập 2 (12/07/2014)
| Thứ tự | Thí sinh (Tuổi, Quê quán)                          | Bài hát dự thi (Sáng tác)                          | Lựa chọn của huấn luyện viên và thí sinh | Lựa chọn của huấn luyện viên và thí sinh | Lựa chọn của huấn luyện viên và thí sinh |
| Thứ tự | Thí sinh (Tuổi, Quê quán)                          | Bài hát dự thi (Sáng tác)                          | Lam Trường                               | Hồ Hoài Anh & Lưu Hương Giang            | Cẩm Ly                                   |
| ------ | -------------------------------------------------- | -------------------------------------------------- | ---------------------------------------- | ---------------------------------------- | ---------------------------------------- |
| 1      | Lê Danh Nam (14, Thành phố Hồ Chí Minh)            | Whataya want from me (Max Martin, Shellback, Pink) |                                          | —                                        | —                                        |
| 2      | Võ Yến Nhi (14, Cần Thơ)                           | Chị tôi (Trần Tiến)                                |                                          | —                                        | —                                        |
| 3      | Hoàng Kim Quỳnh Anh (11, Hà Tĩnh)                  | Thành thị (Nguyễn Duy Hùng)                        |                                          |                                          |                                          |
| 4      | Nguyễn Huỳnh Thiên Kim (14, Thành phố Hồ Chí Minh) | Little me (Little Mix, TMS, Iain James)            |                                          |                                          |                                          |
| 5      | Trương Thị Thanh Thao (15, Tây Ninh)               | Đừng mãi ngồi đây (Hồ Hoài Anh)                    | —                                        |                                          | —                                        |
| 6      | Thái Thị Khánh Huyền (12, Đắk Lắk)                 | Ở trọ (Trịnh Công Sơn)                             |                                          | —                                        | —                                        |
| 7      | Nguyễn Thị Phương Thanh (14, Đà Nẵng)              | Nơi ấy con tìm về (Phan Mạnh Quỳnh)                |                                          | —                                        |                                          |
| 8      | Hồ Võ Thanh Thảo (12, Thành phố Hồ Chí Minh)       | I will always love you (Dolly Parton)              |                                          |                                          |                                          |
| 9      | Đoàn Minh Tài (14, Tiền Giang)                     | Còn thương rau đắng mọc sau hè (Bắc Sơn)           | —                                        | —                                        |                                          |
| 10     | Nguyễn Hoàng Anh (11, Hải Phòng)                   | H'ren lên rẫy (Nguyễn Cường)                       |                                          |                                          |                                          |

### Tập 3 (19/07/2014)
| Thứ tự | Thí sinh (Tuổi, Quê quán)                           | Bài hát dự thi (Sáng tác)                                                     | Lựa chọn của huấn luyện viên và thí sinh | Lựa chọn của huấn luyện viên và thí sinh | Lựa chọn của huấn luyện viên và thí sinh | Lựa chọn của huấn luyện viên và thí sinh |
| Thứ tự | Thí sinh (Tuổi, Quê quán)                           | Bài hát dự thi (Sáng tác)                                                     | Lam Trường                               | Hồ Hoài Anh & Lưu Hương Giang            | Cẩm Ly                                   |                                          |
| ------ | --------------------------------------------------- | ----------------------------------------------------------------------------- | ---------------------------------------- | ---------------------------------------- | ---------------------------------------- | ---------------------------------------- |
| 1      | Bùi Phan Như Quỳnh (9, Hải Phòng)                   | Con te partiro (Francesco Sartari, Lucio Quarantotto, Frank Peterson)         |                                          | —                                        |                                          |                                          |
| 2      | Lê Thiên Wendy (9, An Giang)                        | Hồ trên núi (Phó Đức Phương)                                                  | —                                        | —                                        | —                                        |                                          |
| 3      | Bế Ngọc Phương Nghi (14, Lâm Đồng)                  | Your song (Elton John, Bernie Taupin)                                         |                                          |                                          |                                          |                                          |
| 4      | Diệp Hoàng Phương Quyên (13, Thành phố Hồ Chí Minh) | Impossible (Arnthor Birgisson, Ina Wroldsen)                                  | —                                        | —                                        |                                          |                                          |
| 5      | Trần Hải Đường (14, Thành phố Hồ Chí Minh)          | Ru à ơi (Tạ Quang Thắng)                                                      | —                                        | —                                        | —                                        |                                          |
| 6      | Nguyễn Hữu Hoàng Sơn (13, Thanh Hóa)                | Thư pháp (Nguyễn Duy Hùng)                                                    |                                          | —                                        |                                          |                                          |
| 7      | Trần Thu Hằng (13, Hải Phòng)                       | We are never ever getting back together (Taylor Swift, Max Martin, Shellback) | —                                        | —                                        |                                          |                                          |
| 8      | Đỗ Việt Tiến (15, Hà Nội)                           | It will rain (Bruno Mars, Philip Lawrence, Ari Levine)                        | —                                        | —                                        | —                                        |                                          |
| 9      | Trương Nhã Thy (11, Thành phố Hồ Chí Minh)          | Huyền thoại mẹ (Trịnh Công Sơn)                                               |                                          |                                          |                                          |                                          |
| 10     | Đỗ Hữu Thành (13, Quảng Ninh)                       | Human (Christina Perri)                                                       | —                                        | —                                        | —                                        |                                          |
| 11     | Nguyễn Thiện Nhân (12, Bình Định)                   | Mẹ yêu con (Nguyễn Văn Tý)                                                    |                                          |                                          |                                          |                                          |
| 12     | Nguyễn Hải Khang (11, Thành phố Hồ Chí Minh)        | Tell me why (Lennon, McCartney)                                               |                                          | —                                        |                                          |                                          |
| 13     | Trần Kayon Thiên Nhâm (13, Thành phố Hồ Chí Minh)   | Đêm Gành Hào nghe điệu hoài lang (Vũ Đức Sao Biển)                            |                                          |                                          |                                          |                                          |

### Tập 4 (26/07/2014)
| Thứ tự | Thí sinh (Tuổi, Quê quán)                       | Bài hát dự thi (Sáng tác)                                                                        | Lựa chọn của huấn luyện viên và thí sinh | Lựa chọn của huấn luyện viên và thí sinh | Lựa chọn của huấn luyện viên và thí sinh | Lựa chọn của huấn luyện viên và thí sinh |
| Thứ tự | Thí sinh (Tuổi, Quê quán)                       | Bài hát dự thi (Sáng tác)                                                                        | Lam Trường                               | Hồ Hoài Anh & Lưu Hương Giang            | Cẩm Ly                                   |                                          |
| ------ | ----------------------------------------------- | ------------------------------------------------------------------------------------------------ | ---------------------------------------- | ---------------------------------------- | ---------------------------------------- | ---------------------------------------- |
| 1      | Trần Thị Thanh Thảo (15, Thành phố Hồ Chí Minh) | You raise me up (Brendan Graham, Rolf Lovland)                                                   |                                          |                                          |                                          |                                          |
| 2      | Nguyễn Trọng Tiến Quang (10, Hà Nội)            | This is me (Andy Dodd, Adam Watts)                                                               | —                                        | —                                        |                                          |                                          |
| 3      | Trần Duy Huy (11, Phú Yên)                      | Hồ Gươm sáng sớm (Lưu Thiên Hương)                                                               | —                                        | —                                        | —                                        |                                          |
| 4      | Nguyễn Minh Trường (12, Đồng Nai)               | Dòng thời gian (Nguyễn Hải Phong)                                                                |                                          |                                          |                                          |                                          |
| 5      | Nguyễn Phương Linh (13, Thanh Hóa)              | Thuyền giấy (Văn Phong)                                                                          | —                                        | —                                        | —                                        |                                          |
| 6      | Lương Thị Ngọc Trang (13, Long An)              | Câu hò điệu lý còn đây (Lê Minh)                                                                 |                                          | —                                        |                                          |                                          |
| 7      | Nguyễn Tuấn Minh (12, Đà Nẵng)                  | Believe (Brian Higgins, Stuart McLennen, Paul Barry, Steven Torch, Matthew Gray, Timothy Powell) |                                          |                                          |                                          |                                          |
| 8      | Phạm Hà Anh Thơ (13, Hà Nội)                    | Fifteen (Taylor Swift)                                                                           | —                                        | —                                        | —                                        |                                          |
| 9      | Phạm Phương Khanh (10, Thành phố Hồ Chí Minh)   | Quê tôi (Nguyễn Hoàng Anh Minh)                                                                  |                                          |                                          |                                          |                                          |
| 10     | Nguyễn Bích Hằng (11, Hà Nam)                   | Ngẫu hứng sông Hồng (Trần Tiến)                                                                  | —                                        | —                                        |                                          |                                          |
| 11     | Cao Lê Hà Trang (9, Hà Nội)                     | Jar of hearts (Christina Perri, Drew Lawrence, Barrett Yeretsian)                                |                                          |                                          |                                          |                                          |

### Tập 5 (02/08/2014)
| Thứ tự | Thí sinh (Tuổi, Quê quán)                        | Bài hát dự thi (Sáng tác)                        | Lựa chọn của huấn luyện viên và thí sinh | Lựa chọn của huấn luyện viên và thí sinh | Lựa chọn của huấn luyện viên và thí sinh | Lựa chọn của huấn luyện viên và thí sinh |
| Thứ tự | Thí sinh (Tuổi, Quê quán)                        | Bài hát dự thi (Sáng tác)                        | Lam Trường                               | Hồ Hoài Anh & Lưu Hương Giang            | Cẩm Ly                                   |                                          |
| ------ | ------------------------------------------------ | ------------------------------------------------ | ---------------------------------------- | ---------------------------------------- | ---------------------------------------- | ---------------------------------------- |
| 1      | Võ Ngọc Diệu Minh (14, Thành phố Hồ Chí Minh)    | Happy (Evan Bogart, Leona Lewis, Ryan Tedder)    |                                          |                                          |                                          |                                          |
| 2      | Nguyễn Thanh Thủy Vy (11, Thành phố Hồ Chí Minh) | Lời ru cho con (Nhạc: Xuân Phương Thơ: Kiều Anh) | —                                        | —                                        | —                                        |                                          |
| 3      | Nguyễn Khánh Huế (11, Nghệ An)                   | Mái đình làng biển (Nguyễn Cường)                |                                          |                                          |                                          |                                          |
| 4      | Đào Gia Phúc (10, Vũng Tàu)                      | Giấc mơ Chapi (Trần Tiến)                        |                                          |                                          |                                          |                                          |
| 5      | Nguyễn Như Ý (11, Thành phố Hồ Chí Minh)         | Quê hương tuổi thơ tôi (Từ Huy)                  | —                                        |                                          | —                                        |                                          |
| 6      | Trần Minh Anh (14, Thành phố Hồ Chí Minh)        | She will be loved (Adam Levine, James Valentine) | —                                        | —                                        | —                                        |                                          |
| 7      | Mai Chí Công (12, Lai Châu)                      | Amazing grace (John Newton)                      |                                          |                                          |                                          |                                          |
| 8      | Lê Thanh Huyền Trân (12, Thành phố Hồ Chí Minh)  | Còn tuổi nào cho em (Trịnh Công Sơn)             |                                          |                                          |                                          |                                          |
| 9      | Nguyễn Ngọc Anh (13, Hà Nội)                     | Hát (Trọng Vũ)                                   |                                          | —                                        |                                          |                                          |
| 10     | Đỗ Lê Hồng Nhung (11, Ninh Thuận)                | Bay (Nguyễn Hải Phong)                           | —                                        |                                          | —                                        |                                          |
| 11     | Lê Hoàng Ngọc Ánh (14, Thành phố Hồ Chí Minh)    | Royals (Ella Yelich O'Connor, Joel Little)       |                                          | —                                        | —                                        |                                          |

## Vòng Battle (Đối đầu)
15 thí sinh trong mỗi đội sẽ được chia ra thành 5 trận đấu đối đầu, mỗi trận đối đầu có 3 đối thủ. Mỗi nhóm sẽ trình bày một ca khúc được tập luyện từ trước trên sân khấu dưới sự huấn luyện của huấn luyện viên chủ quản và cố vấn của huấn luyện viên đó. Sau khi lên sân khấu đối đầu thể hiện xong bài hát đối đầu đã được tập luyện cùng huấn luyện viên và cố vấn, huấn luyện viên chủ quản sẽ xướng danh một trong 3 đối thủ của mỗi nhóm là người chiến thắng và có quyền đi tiếp vào vòng trong. Khác với mùa trước, sau khi cả năm trận đấu diễn ra với 5 thí sinh thắng cuộc và 10 thí sinh thua cuộc của mỗi đội, huấn luyện viên từng đội sẽ xướng danh thêm một trong số 10 thí sinh thua cuộc của đội mình để đi tiếp vào vòng Liveshow cùng với 5 thí sinh đã giành chiến thắng ở các trận đấu của đội. Như vậy, sau khi vòng này kết thúc thì mỗi đội sẽ còn lại 6 thí sinh.
Danh sách cố vấn âm nhạc của các đội
| Thứ tự | Đội                          | Cố vấn      |
| ------ | ---------------------------- | ----------- |
| 1      | Cẩm Ly                       | Phương Uyên |
| 2      | Hồ Hoài Anh, Lưu Hương Giang | Huy Tuấn    |
| 3      | Lam Trường                   | Đoan Trang  |

Chú thích
     – Thắng đối đầu trực tiếp do được HLV chọn
     – Thua đối đầu trực tiếp do không được HLV chọn
     – Thua đối đầu trực tiếp nhưng được HLV cứu cuối cùng

### Tập 1 (09/08/2014)
| Thứ tự | Đội                         | Bài hát đối đầu (Sáng tác) | Thí sinh 1             | Thí sinh 2         | Thí sinh 3          |
| ------ | --------------------------- | --- | ---------------------- | ------------------ | ------------------- |
| 1      | Lam Trường                  | Ba kể con nghe - Nam nhi (Nguyễn Hải Phong - Nguyễn Dân) | Nguyễn Minh Trường     | Đào Gia Phúc       | Nguyễn Hoàng Sơn    |
| 2      | Hồ Hoài Anh Lưu Hương Giang | Timber - Run the world (Pitbull, Kesha - Terius "The-Dream" Nash, Beyonce Knowles, Nick "Afrojack" van de Wall, Wesley "Diplo" Pentz, David "Switch" Taylor, Adidja Palmer) | Nguyễn Huỳnh Thiên Kim | Võ Ngọc Diệu Minh  | Trần Thị Thanh Thảo |
| 3      | Cẩm Ly                      | Cặp ba lá - Huế, tình yêu của tôi - Chiếc áo bà ba - Mưa trên phố Huế (Lê Minh Sơn - Trương Tuyết Mai - Trần Thiện Thanh - Minh Kỳ)                                         | Nguyễn Bích Hằng       | Huỳnh Thị Ngọc Anh | Đoàn Minh Tài       |
| 4      | Lam Trường                  | Nhật ký về mẹ (Đinh Mạnh Ninh) | Hồ Võ Thanh Thảo       | Đoàn Thế Lân       | Phan Võ Diễm Trang  |
| 5      | Lam Trường                  | Khát vọng - Biển hát chiều nay - Giai điệu Tổ quốc (Phạm Minh Tuấn - Hồng Đăng - Trần Tiến)                                                                                 | Thái Thị Khánh Huyền   | Bùi Phan Như Quỳnh | Trần Linh Nhi       |

### Tập 2 (16/08/2014)
| Thứ tự | Đội                         | Bài hát đối đầu (Sáng tác)                                                                           | Thí sinh 1              | Thí sinh 2              | Thí sinh 3           |
| ------ | --------------------------- | --- | ----------------------- | ----------------------- | -------------------- |
| 1      | Hồ Hoài Anh Lưu Hương Giang | One way or another (Debbie Harry, Nigel Hamson, John)                                                | Trương Thị Thanh Thao   | Nguyễn Phương Uyển Nhi  | Nguyễn Hoàng Anh     |
| 2      | Cẩm Ly                      | Sống như những đóa hoa (Tạ Quang Thắng)                                                              | Diệp Hoàng Phương Quyên | Nguyễn Thị Phương Thanh | Bế Ngọc Phương Nghi  |
| 3      | Lam Trường                  | Happy (Pharrell Williams)                                                                            | Lê Danh Nam             | Lê Hoàng Ngọc Ánh       | Nguyễn Tuấn Minh     |
| 4      | Cẩm Ly                      | Hồ trên núi - Hành trình trên đất phù sa Vỗ cái trống cơm (Phó Đức Phương - Thanh Sơn - Nguyễn Nghị) | Trần Thu Hằng           | Nguyễn Thiện Nhân       | Lương Thị Ngọc Trang |
| 5      | Hồ Hoài Anh Lưu Hương Giang | Mùa xuân làng lúa làng hoa (Ngọc Khuê)                                                               | Trương Nhã Thy          | Cao Lê Hà Trang         | Hoàng Kim Quỳnh Anh  |

### Tập 3 (23/08/2014)
| Thứ tự | Đội                         | Bài hát đối đầu (Sáng tác)                                                  | Thí sinh 1              | Thí sinh 2            | Thí sinh 3          |
| ------ | --------------------------- | --------------------------------------------------------------------------- | ----------------------- | --------------------- | ------------------- |
| 1      | Cẩm Ly                      | Tóc hát (Võ Thiện Thanh)                                                    | Nguyễn Ngọc Anh         | Phạm Phương Khanh     | Vũ Thị Diễm Quỳnh   |
| 2      | Lam Trường                  | Thương ca tiếng Việt (Đức Trí)                                              | Đỗ Thị Quỳnh Trân       | Trần Kayon Thiên Nhâm | Võ Yến Nhi          |
| 3      | Cẩm Ly                      | I dreamed a dream (Claude Michel Schorberg)                                 | Nguyễn Trọng Tiến Quang | Nguyễn Hải Khang      | Mai Chí Công        |
| 4      | Hồ Hoài Anh Lưu Hương Giang | Cha (Anh Tuấn)                                                              | Đỗ Lê Hồng Nhung        | Cao Hà Đức Anh        | Nguyễn Như Ý        |
| 5      | Hồ Hoài Anh Lưu Hương Giang | Mẹ, con đã về - Tình mẹ - Ca dao mẹ (Mạnh Quân - Ngọc Sơn - Trịnh Công Sơn) | Ngô Thị Thu Hiền        | Nguyễn Khánh Huế      | Lê Thanh Huyền Trân |

## Vòng Liveshow (Biểu diễn trực tiếp)
Chú thích màu sắc
     Thí sinh được vào vòng trong nhờ sự bình chọn của khán giả cao nhất
     Thí sinh được vào vòng trong nhờ sự bình chọn của khán giả cao nhì
     Thí sinh được vào vòng trong nhờ sự lựa chọn của huấn luyện viên
     Thí sinh bị loại

### Liveshow 1 và 2 (30/08/2014, 06/09/2014)
Ở hai liveshow này, mỗi thí sinh thể hiện một bài hát đơn ca trên sân khấu với 9 thí sinh ở liveshow 1 và 9 thí sinh của liveshow 2. Cổng bình chọn được mở cho 9 thí sinh ở mỗi đêm thi từ lúc liveshow bắt đầu và đóng lại vào cuối mỗi liveshow. Kết quả được công bố vào cuối liveshow 2. Hai thí sinh được khán giả bình chọn nhiều nhất và hai thí sinh do huấn luyện viên chọn sẽ đi tiếp vào liveshow 3. Hai thí sinh còn lại của đội sẽ bị loại.
Tại liveshow thứ 2, chương trình gặp sự cố ở tiết mục đầu tiên của Hà Trang khi mảnh kính lót sàn sân khấu bị vỡ khiến nhân viên ghi hình bị hụt chân rơi xuống. Cùng lúc đó, Hà Trang cùng một số vũ công nhí bước xuống sân khấu từ chiếc cầu tre được dàn dựng, do bị khói che khuất nên một số em hàng đầu đã bị ngã. Sự cố được khắc phục ngay sau đó, tuy nhiên toàn bộ phần múa minh hoạ sau đó bị cắt bỏ hoàn toàn để đảm bảo an toàn. Sự cố khiến nhân viên phụ trách camera bị chảy máu tai và phải khâu ba mũi, hai vũ công bị thương nhẹ hơn đã xuất viện ngay sau đó. Ban tổ chức sau đó cho biết sự cố trên xảy ra do một xung động nào đó tác động, có thể do nhiệt độ môi trường thay đổi đột ngột (mặt kính đang nóng gặp khói lạnh): "Khung sân khấu vẫn nguyên vẹn, chỉ có bề mặt kính bị võng xuống do không chịu được lực gây vỡ." Các ô sân khấu gần khu vực bị sụt đã được lắp đặt lại, nhiều lớp khác nữa được gia cố và tăng cường thêm bên dưới mặt kính cường lực. Ban tổ chức cũng đã đến thăm hỏi và hỗ trợ những người bị thương và cho biết họ chỉ bị trầy xước ngoài da.
| Liveshow                           | Thí sinh                | Mã số bình chọn | Bài hát dự thi (Sáng tác)                                             | Kết quả |
| ---------------------------------- | ----------------------- | --------------- | --------------------------------------------------------------------- | ------- |
| Đội Cẩm Ly                         |                         |                 |                                                                       |         |
| Liveshow 1                         | Nguyễn Thiện Nhân       | 07              | Quê hương tôi (Minh Vy)                                               | 28,7%   |
| Liveshow 1                         | Mai Chí Công            | 06              | Dòng máu Lạc Hồng (Lê Quang)                                          | 19,3%   |
| Liveshow 1                         | Đoàn Minh Tài           | 04              | Bạc Liêu hoài cổ (Thanh Sơn)                                          | 12,7%   |
|                                    |                         |                 |                                                                       |         |
| Liveshow 2                         | Huỳnh Thị Ngọc Anh      | 01              | Mẹ tôi (Minh Vy)                                                      | 25,5%   |
| Liveshow 2                         | Nguyễn Thị Phương Thanh | 17              | Bóng cả (Vũ Quốc Việt)                                                | 10,58%  |
| Liveshow 2                         | Nguyễn Ngọc Anh         | 05              | Uống trà (Phạm Toàn Thắng)                                            | 3,06%   |
| Đội Hồ Hoài Anh và Lưu Hương Giang |                         |                 |                                                                       |         |
| Liveshow 1                         | Lê Thanh Huyền Trân     | 12              | Một cõi đi về (Trịnh Công Sơn)                                        | 16,79%  |
| Liveshow 1                         | Hoàng Kim Quỳnh Anh     | 14              | Khúc hát sông quê (Nhạc: Nguyễn Trọng Tạo. Thơ: Lê Huy Mậu)           | 15,38%  |
| Liveshow 1                         | Cao Hà Đức Anh          | 15              | Hò kéo pháo (Hoàng Vân)                                               | 11,91%  |
|                                    |                         |                 |                                                                       |         |
| Liveshow 2                         | Nguyễn Hoàng Anh        | 18              | Jailhouse rock (Jerry Leiber, Mike Stoller)                           | 37,6%   |
| Liveshow 2                         | Cao Lê Hà Trang         | 11              | Đóng nhanh lúa tốt (Nhạc: Lê Lôi. Thơ: Huyền Tâm)                     | 14,23%  |
| Liveshow 2                         | Nguyễn Huỳnh Thiên Kim  | 08              | Who's lovin' you (Smokey Robinson)                                    | 4,08%   |
| Đội Lam Trường                     |                         |                 |                                                                       |         |
| Liveshow 1                         | Trần Kayon Thiên Nhâm   | 13              | Giọt sương và chiếc lá (Hồ Hoài Anh)                                  | 21,7%   |
| Liveshow 1                         | Lê Danh Nam             | 16              | What are words (Rodney Jerkins, Andre Lindal, Lauren Christy)         | 8,15%   |
| Liveshow 1                         | Hồ Võ Thanh Thảo        | 03              | Hurt (Christina Aguilera, Linda Perry, Mark Ronson Lời Việt: Mỹ Linh) | 6,96%   |
|                                    |                         |                 |                                                                       |         |
| Liveshow 2                         | Trần Linh Nhi           | 02              | Bay qua biển Đông (Lê Việt Khánh)                                     | 43,2%   |
| Liveshow 2                         | Đào Gia Phúc            | 10              | Can't take my eyes off you (Bob Crewe, Bob Gaudio)                    | 16,41%  |
| Liveshow 2                         | Đoàn Thế Lân            | 09              | Tan biến (Nguyễn Hải Phong)                                           | 3,49%   |

### Liveshow 3 (13/09/2014)
Ở đêm liveshow này, 12 thí sinh sẽ biểu diễn mỗi người một tiết mục đơn ca. Hai thí sinh được khán giả bình chọn nhiều nhất và một thí sinh do huấn luyện viên chọn sẽ đi tiếp vào liveshow 4. Thí sinh còn lại của đội sẽ bị loại.
| Tiết mục                           | Thí sinh              | Mã số bình chọn | Bài hát dự thi (Sáng tác)                                        | Kết quả |
| ---------------------------------- | --------------------- | --------------- | ---------------------------------------------------------------- | ------- |
| Đội Cẩm Ly                         |                       |                 |                                                                  |         |
| 1                                  | Nguyễn Thiện Nhân     | 07              | Đất nước lời ru (Văn Thành Nho)                                  | 46,16%  |
| 2                                  | Mai Chí Công          | 06              | What makes you beautiful (Rami Yacoub, Carl Falk, Savan Kotecha) | 25,66%  |
| 3                                  | Huỳnh Thị Ngọc Anh    | 01              | Mừng tuổi mẹ (Trần Long Ẩn)                                      | 21,59%  |
| 4                                  | Đoàn Minh Tài         | 04              | Nội tôi (Đình Văn)                                               | 6,59%   |
| Đội Hồ Hoài Anh và Lưu Hương Giang |                       |                 |                                                                  |         |
| 1                                  | Nguyễn Hoàng Anh      | 18              | Bác làm vườn và con chim sâu (Lê Đức Hùng)                       | 47,3%   |
| 2                                  | Lê Thanh Huyền Trân   | 12              | Để gió cuốn đi (Trịnh Công Sơn)                                  | 27,43%  |
| 3                                  | Cao Lê Hà Trang       | 11              | Độc huyền cầm (Bảo Lan)                                          | 13,75%  |
| 4                                  | Hoàng Kim Quỳnh Anh   | 14              | Cô gái vót chông (Nhạc: Hoàng Hiệp. Thơ: Molo Clavy)             | 11,52%  |
| Đội Lam Trường                     |                       |                 |                                                                  |         |
| 1                                  | Trần Linh Nhi         | 02              | Tự nguyện (Nhạc: Trương Quốc Khánh. Ý thơ: Tố Hữu)               | 36,84%  |
| 2                                  | Trần Kayon Thiên Nhâm | 13              | Ru lại câu hò (Vũ Quốc Việt)                                     | 32,01%  |
| 3                                  | Đoàn Thế Lân          | 09              | Đôi chân thiên thần (Lương Bằng Quang)                           | 27,19%  |
| 4                                  | Hồ Võ Thanh Thảo      | 03              | Lời con hứa (Nguyễn Đức Cường)                                   | 3,94%   |

### Liveshow 4 (20/09/2014)
9 thí sinh tiếp tục biểu diễn với tiết mục đơn ca. Sau khi đêm liveshow kết thúc, một thí sinh được khán giả bình chọn nhiều nhất và một thí sinh do huấn luyện viên chọn sẽ đi tiếp vào vòng Bán kết. Thí sinh còn lại của đội sẽ bị loại.
| Tiết mục                           | Thí sinh              | Mã số bình chọn | Bài hát dự thi (Sáng tác)                              | Kết quả |
| ---------------------------------- | --------------------- | --------------- | ------------------------------------------------------ | ------- |
| Đội Cẩm Ly                         |                       |                 |                                                        |         |
| 1                                  | Nguyễn Thiện Nhân     | 07              | Mẹ yêu (Phương Uyên)                                   | 52,78%  |
| 2                                  | Mai Chí Công          | 06              | Cha và con trai (Châu Đăng Khoa, Nguyên Minh)          | 29,10%  |
| 3                                  | Đoàn Minh Tài         | 04              | Ngày đá đơm bông (Loan Thảo)                           | 18,12%  |
| Đội Hồ Hoài Anh và Lưu Hương Giang |                       |                 |                                                        |         |
| 1                                  | Lê Thanh Huyền Trân   | 12              | Hoa xuân ca, Ngẫu nhiên (Trịnh Công Sơn)               | 36,54%  |
| 2                                  | Nguyễn Hoàng Anh      | 18              | Honey Pie, Come together (John Lennon, Paul McCartney) | 36,13%  |
| 3                                  | Hoàng Kim Quỳnh Anh   | 14              | Xa khơi (Nguyễn Tài Tuệ)                               | 27,33%  |
| Đội Lam Trường                     |                       |                 |                                                        |         |
| 1                                  | Trần Kayon Thiên Nhâm | 13              | Sa mưa giông (Bắc Sơn)                                 | 49,24%  |
| 2                                  | Trần Linh Nhi         | 02              | Cảm ơn mùa thu (Thanh Tùng)                            | 37,23%  |
| 3                                  | Đoàn Thế Lân          | 09              | Tôi đang mơ (Nguyễn Dân)                               | 13,53%  |

### Liveshow 5 (27/09/2014)
6 thí sinh tiếp tục biểu diễn với 1 tiết mục đơn ca và 1 tiết mục song ca với thành viên còn lại trong đội. Đây là đêm bán kết 1 và sẽ không có thí sinh nào bị loại trong đêm thi này.
| Thứ tự                             | Thí sinh              | Mã số bình chọn | Bài hát dự thi đơn ca (Sáng tác)                                 | Bài hát dự thi song ca (Sáng tác)                                                      | Kết quả    |
| ---------------------------------- | --------------------- | --------------- | ---------------------------------------------------------------- | -------------------------------------------------------------------------------------- | ---------- |
| Đội Cẩm Ly                         |                       |                 |                                                                  |                                                                                        |            |
| 1                                  | Nguyễn Thiện Nhân     | 07              | Sócsơbai Sóc Trăng (Thanh Sơn)                                   | Thương nhau lý tơ hồng (Trương Quang Tuấn)                                             | Không loại |
| 2                                  | Mai Chí Công          | 06              | The greatest love of all (Epstein Linda, Micheal William Masser) | Thương nhau lý tơ hồng (Trương Quang Tuấn)                                             | Không loại |
| Đội Hồ Hoài Anh và Lưu Hương Giang |                       |                 |                                                                  |                                                                                        |            |
| 1                                  | Lê Thanh Huyền Trân   | 12              | Cát bụi (Trịnh Công Sơn)                                         | Hoa vàng mấy độ - The phantom of the opera (Trịnh Công Sơn - Andrew Lloyd Webber)      | Không loại |
| 2                                  | Nguyễn Hoàng Anh      | 18              | Ôi quê tôi (Lê Minh Sơn)                                         | Hoa vàng mấy độ - The phantom of the opera (Trịnh Công Sơn - Andrew Lloyd Webber)      | Không loại |
| Đội Lam Trường                     |                       |                 |                                                                  |                                                                                        |            |
| 1                                  | Trần Kayon Thiên Nhâm | 13              | Em đi trên cỏ non (Bắc Sơn)                                      | Giấc mơ của tôi - Kiên Giang mình đẹp lắm (Anh Quân - Nhạc: Lư Nhất Vũ. Thơ: Lê Giang) | Không loại |
| 2                                  | Trần Linh Nhi         | 02              | Lời ru cho con (Nhạc: Xuân Phương. Thơ: Kiều Anh)                | Giấc mơ của tôi - Kiên Giang mình đẹp lắm (Anh Quân - Nhạc: Lư Nhất Vũ. Thơ: Lê Giang) | Không loại |

### Liveshow 6 (04/10/2014)
Ở đêm thi bán kết 2, 6 thí sinh tiếp tục biểu diễn với 1 tiết mục đơn ca. Sau đêm bán kết 2, thí sinh có tổng lượt bình chọn của khán giả và điểm của huấn luyện viên cao nhất của mỗi đội sẽ bước tiếp vào đêm liveshow 7 - đêm Chung kết.
| Thứ tự                             | Thí sinh              | Mã số bình chọn | Bài hát dự thi (Sáng tác)                | Điểm thành phần     | Điểm thành phần  | Tổng điểm (%) | Kết quả |
| Thứ tự                             | Thí sinh              | Mã số bình chọn | Bài hát dự thi (Sáng tác)                | Tỉ lệ bình chọn (%) | Điểm HLV cho (%) | Tổng điểm (%) | Kết quả |
| ---------------------------------- | --------------------- | --------------- | ---------------------------------------- | ------------------- | ---------------- | ------------- | ------- |
| Đội Cẩm Ly                         |                       |                 |                                          |                     |                  |               |         |
| 1                                  | Nguyễn Thiện Nhân     | 07              | Biết ơn chị Võ Thị Sáu (Nguyễn Đức Toàn) | 77,43%              | 50%              | 127,43%       | Vào CK  |
| 2                                  | Mai Chí Công          | 06              | Trường ca sông Lô (Văn Cao)              | 22,57%              | 50%              | 72,57%        | Loại    |
| Đội Hồ Hoài Anh và Lưu Hương Giang |                       |                 |                                          |                     |                  |               |         |
| 1                                  | Lê Thanh Huyền Trân   | 12              | Như cánh vạc bay (Trịnh Công Sơn)        | 48,34%              | 50%              | 98,34%        | Loại    |
| 2                                  | Nguyễn Hoàng Anh      | 18              | Ngẫu hứng lý ngựa ô (Trần Tiến)          | 51,66%              | 50%              | 101,66%       | Vào CK  |
| Đội Lam Trường                     |                       |                 |                                          |                     |                  |               |         |
| 1                                  | Trần Kayon Thiên Nhâm | 13              | Bà mẹ quê (Phạm Duy)                     | 72,8%               | 50%              | 122,8%        | Vào CK  |
| 2                                  | Trần Linh Nhi         | 02              | Ngọn lửa cao nguyên (Trần Tiến)          | 27,2%               | 50%              | 77,2%         | Loại    |

### Liveshow 7 (11/10/2014)
Trong đêm chung kết, 3 thí sinh xuất sắc nhất của mỗi đội sẽ lần lượt trình bày ba tiết mục: Tiết mục đơn ca, Song ca với Huấn luyện viên chủ quản của mình và Song ca với 1 khách mời đặc biệt. Cả ba thí sinh sẽ được khán giả bình chọn. Thí sinh nào có tỉ lệ phần trăm tin nhắn bình chọn của khán giả cao nhất sẽ trở thành Giọng hát Việt nhí mùa thứ 2 năm 2014. Các ca sĩ khách mời lần lượt tham gia hỗ trợ các thí sinh ở phần thi Song ca với khách mời lần lượt là: Quang Linh (Thiện Nhân đội Cẩm Ly), Nguyễn Ngọc Anh (Hoàng Anh đội Hồ Hoài Anh và Lưu Hương Giang) và Đoan Trang (Thiên Nhâm đội Lam Trường).
Khi trả lời phỏng vấn sau đêm thi, giám đốc âm nhạc Lưu Thiên Hương cho biết nhạc sĩ Minh Vy, chồng ca sĩ Cẩm Ly có vai trò to lớn trong tiết mục chầu văn của Thiện Nhân, bởi ông "người hiểu rõ và nắm bắt đúng đắn, đầy đủ những đặc điểm của loại hình âm nhạc này". Tiết mục chầu văn của Thiện Nhân được nhiều người miêu tả là như "lên đồng". Cẩm Ly gọi tiết mục này là "vũ khí bí mật" của đội, nói rằng lúc tập Thiện Nhân đã khóc rất nhiều vì bài quá khó: "Cô biết con đã khóc khi bắt đầu tập bài này, nhưng hôm nay con đã nói cô ơi con thích bài này nhất, cùng với những giọt nước mắt của các cô chú nghệ nhân cùng dành cho con" và cho rằng chính bản thân mình hát cũng không thể hiện được hết cái hồn của bài, "mà con vẫn làm xuất sắc".
| Thí sinh              | Mã số bình chọn | Đội Huấn luyện viên            | Tiết mục                                      | Bài hát dự thi (Sáng tác)                                                              | Kết quả            |
| --------------------- | --------------- | ------------------------------ | --------------------------------------------- | -------------------------------------------------------------------------------------- | ------------------ |
| Nguyễn Thiện Nhân     | 07              | Cẩm Ly                         | Đơn ca                                        | Cô đôi thượng ngàn (Nhạc Chầu Văn cổ)                                                  | Quán quân (49,47%) |
| Nguyễn Thiện Nhân     | 07              | Cẩm Ly                         | Song ca với Huấn luyện viên                   | Hình bóng quê nhà (Thanh Sơn) Sầu đâu quê ngoại (Cao Nhật Minh)                        | Quán quân (49,47%) |
| Nguyễn Thiện Nhân     | 07              | Cẩm Ly                         | Song ca với khách mời (Ca sĩ Quang Linh)      | Đèn khuya (Lam Phương)                                                                 | Quán quân (49,47%) |
|                       |                 |                                |                                               |                                                                                        |                    |
| Trần Kayon Thiên Nhâm | 13              | Lam Trường                     | Đơn ca                                        | Quê hương ba miền (Thanh Sơn)                                                          | Á quân             |
| Trần Kayon Thiên Nhâm | 13              | Lam Trường                     | Song ca với Huấn luyện viên                   | Ánh mắt của cha (Minh Châu)                                                            | Á quân             |
| Trần Kayon Thiên Nhâm | 13              | Lam Trường                     | Song ca với khách mời (Ca sĩ Đoan Trang)      | Power of the Dream (David Foster)                                                      | Á quân             |
|                       |                 |                                |                                               |                                                                                        |                    |
| Nguyễn Hoàng Anh      | 18              | Hồ Hoài Anh và Lưu Hương Giang | Đơn ca                                        | Quizas - Lambada (Osvaldo Farrés, Joe Davis, Ritchie Valens Lời Việt: Lưu Thiên Hương) | Á quân             |
| Nguyễn Hoàng Anh      | 18              | Hồ Hoài Anh và Lưu Hương Giang | Song ca với Huấn luyện viên                   | Con có mẹ rồi (Hồ Hoài Anh)                                                            | Á quân             |
| Nguyễn Hoàng Anh      | 18              | Hồ Hoài Anh và Lưu Hương Giang | Song ca với khách mời (Ca sĩ Nguyễn Ngọc Anh) | Habanera (George Bizet)                                                                | Á quân             |

## Hậu chương trình
Sau đêm chung kết, 3 thí sinh quán quân và á quân cùng các huấn luyện viên có buổi gặp gỡ ngắn với truyền thông. Khi được hỏi các em sử dụng tiền thưởng để làm gì, Thiện Nhân trả lời "Em cũng chưa biết phải làm gì", Thiên Nhâm sẽ dùng cho việc học hành và Hoàng Anh sẽ đầu tư cho việc học vũ đạo, luyện thanh. Lam Trường và Hồ Hoài Anh khẳng định áp lực về lịch luyện tập, dàn dựng sân khấu cho đến chọn bài hát cho thí sinh trong vòng chung kết tăng gấp ba lần, riêng Hồ Hoài Anh cho biết áp lực của anh lớn hơn bởi phải làm sao cho "tốt hơn, hay hơn" mùa trước, và rằng chất lượng thí sinh năm nay tăng đáng kể, ba em ở chung kết mỗi em có một điểm mạnh riêng: "Thiện Nhân sở hữu giọng hát ngọt ngào, tình cảm, Thiên Nhâm hát chắc chắn còn Hoàng Anh có lợi thế về mặt trình diễn." Cẩm Ly liên tục khóc "cho thoả nỗi lòng" vì đã "giải tỏa một áp lực lớn giấu kín bấy lâu": càng vào vòng trong, các tiết mục càng được kỳ vọng nhiều hơn; đặc biệt là tuần cuối "mỗi bé phải trình diễn ba tiết mục, áp lực gấp ba lần. [...] Ai cũng đều phải chọn bài nhanh, đưa bài cho các bé học, nếu có phát sinh gì thì lại đổi sang bài khác." Lưu Hương Giang chia sẻ rằng cô thấy Thiện Nhân "hoàn toàn xứng đáng". Với Thiện Nhân, Cẩm Ly khẳng định cô không khuyến khích em đi hát kiếm tiền sớm, bởi "làm nghề thì có thể chờ, nhưng việc học thì không thể chờ". Cô cho biết sẽ sẵn sàng giúp đỡ, tư vấn nếu Thiện Nhân muốn xuống Sài Gòn học nhạc, học hát, phát triển năng khiếu "nhưng không bao giờ có chuyện cô Ly dắt các con đi hát hàng đêm". Cẩm Ly cũng khẳng định mình không bắt Thiện Nhân đi theo con đường nào mà để các em phát triển tự nhiên, đồng thời thể hiện sự không hài lòng khi nhiều người cho rằng về đội của chị là phải hát dân ca: "Hơn ai hết, tôi hiểu rằng phải dựa vào chất giọng để lựa chọn dòng nhạc phù hợp cho các em, chứ không thể bắt ép các em theo gu của mình được." Anh trai Thiện Nhân cũng cho biết hiện giờ gia đình sẽ cho em quay trở lại việc học sau một thời gian dài gián đoạn, còn sau này nếu có điều kiện sẽ cho em vào Thành phố Hồ Chí Minh để phát triển và học thanh nhạc, hiện giờ chưa thể nói trước điều gì.
Giám đốc âm nhạc Lưu Thiên Hương thì cho biết, rút kinh nghiệm từ mùa trước, ban tổ chức ưu tiên nhạc Việt xuất hiện nhiều hơn trong chương trình. Chỉ những em nào hát tiếng Anh thật tốt mới được hát nhạc ngoại. Khi được hỏi vì sao tiết mục hoà ca của Hoàng Anh và ba thí sinh trong đội kém đầu tư hơn hai thí sinh còn lại của chung kết, Lưu Hương Giang cho biết cô đã thử nhiều bài hát nhưng đều không hài lòng, phải đến ngày cuối cùng trước hôm diễn mới tìm được ca khúc "Con có mẹ rồi", và rằng "đội của chị Cẩm Ly, anh Lam Trường đều đã dàn dựng công phu rồi, nếu mình cũng dựng nữa sợ sẽ gây mệt cho khán giả".
Theo yêu cầu của ban tổ chức, sau cuộc thi, Thiện Nhân tiếp tục ở lại Thành phố Hồ Chí Minh để tham gia một số hoạt động truyền thông trước khi về Bình Định. Em ở nhà ca sĩ Cẩm Ly, trong khi mẹ em ở nhà trọ của các anh chị bé. Chiều 6 tháng 10 năm 2014, quán quân Nguyễn Thiện Nhân trả lời trực tuyến độc giả báo điện tử VnExpress. Một số hình ảnh Thiện Nhân dùng một phần tiền thưởng của mình để đi làm từ thiện cùng huấn luyện viên Cẩm Ly và Chí Công được chia sẻ trên mạng Internet.